# Gaurax papuanus
Gaurax papuanus är en tvåvingeart som först beskrevs av Kertesz 1899.  Gaurax papuanus ingår i släktet Gaurax och familjen fritflugor. Inga underarter finns listade i Catalogue of Life.